# Копривщица
 Тази статия е за българския град.  За селото в Сърбия вижте Копривщица (град Пирот).  
Копрѝвщица (стара алтернативна форма Копришница) е град в Западна България, Софийска област.
Намира се в близост до градовете Пирдоп, Клисура, Стрелча и Панагюрище. Градът е център и единствено населено място в община Копривщица. В исторически повествования е наричан „Бунтовната столица на българското Възраждане“. Песента „Хубава си, моя горо“ с текст от Любен Каравелов и музика на Георги Горанов през 2014 г. е обявена за официален химн на града.
| „ | Копривщица е била цели векове република без сенат и министри, без харти и президенти, десет пъти по-либерална от френската и сто пъти по-демократическа от американската. Захарий Стоянов | “ |

## География

### Местоположение
Копривщица се намира на 12 km от Подбалканския път, източно от столицата София (на 108 km) и от Пирдоп (на 27 km), северно от Пловдив (87 km) и Стрелча (21 km). Градът е разположен в живописната долина по течението на река Тополница, в планински район, централна част на Същинска Средна гора.

### Климат
Разположен на 1060 m надморска височина, градът има изразен континентален планински климат. Зимата е студена, но слънчева (−4,2 °С е температурата през най-студения месец – януари), с дебела снежна покривка, докато лятото е прохладно и свежо (16,8 °С е температурата през най-топлия месец – юли) заради голямото надморско равнище и обичайното за летния сезон местно северно течение, идващо по долината на р. Тополница от високите склонове на Стара планина.
| Климатични данни за Копривщица (1931 – 1970 г.) | Климатични данни за Копривщица (1931 – 1970 г.) | Климатични данни за Копривщица (1931 – 1970 г.) | Климатични данни за Копривщица (1931 – 1970 г.) | Климатични данни за Копривщица (1931 – 1970 г.) | Климатични данни за Копривщица (1931 – 1970 г.) | Климатични данни за Копривщица (1931 – 1970 г.) | Климатични данни за Копривщица (1931 – 1970 г.) | Климатични данни за Копривщица (1931 – 1970 г.) | Климатични данни за Копривщица (1931 – 1970 г.) | Климатични данни за Копривщица (1931 – 1970 г.) | Климатични данни за Копривщица (1931 – 1970 г.) | Климатични данни за Копривщица (1931 – 1970 г.) | Климатични данни за Копривщица (1931 – 1970 г.) |
| Месеци                                          | яну.                                            | фев.                                            | март                                            | апр.                                            | май                                             | юни                                             | юли                                             | авг.                                            | сеп.                                            | окт.                                            | ное.                                            | дек.                                            | Годишно                                         |
| Абсолютни максимални температури (°C)           | 15                                              | 17,6                                            | 25,6                                            | 25,9                                            | 31,2                                            | 30,4                                            | 32,5                                            | 35,5                                            | 34,7                                            | 32                                              | 21,9                                            | 15,6                                            | 35,5                                            |
| Средни максимални температури (°C)              | 1,1                                             | 3                                               | 6,1                                             | 11,9                                            | 16,8                                            | 20,1                                            | 22,8                                            | 23,4                                            | 19,9                                            | 14,6                                            | 8,6                                             | 3,5                                             | 12,7                                            |
| Средни температури (°C)                         | −4,2                                            | −2,7                                            | 2,9                                             | 5,5                                             | 11,2                                            | 14,8                                            | 16,8                                            | 16,5                                            | 11,6                                            | 7,6                                             | 3,3                                             | −1,5                                            | 6,8                                             |
| Средни минимални температури (°C)               | −8,4                                            | −7,4                                            | −4,1                                            | 0,2                                             | 5                                               | 8                                               | 9                                               | 8,5                                             | 4,8                                             | 1,6                                             | −1                                              | −5,4                                            | 0,9                                             |
| Абсолютни минимални температури (°C)            | −31,9                                           | −26,3                                           | −23,4                                           | −8,9                                            | −4                                              | −1,2                                            | 2                                               | −0,3                                            | −5                                              | −7,8                                            | −21,5                                           | −22,4                                           | −31,9                                           |
| Средни месечни валежи (mm)                      | 43                                              | 38                                              | 41                                              | 62                                              | 91                                              | 107                                             | 87                                              | 61                                              | 53                                              | 50                                              | 53                                              | 46                                              | 732                                             |
| ----------------------------------------------- | ----------------------------------------------- | ----------------------------------------------- | ----------------------------------------------- | ----------------------------------------------- | ----------------------------------------------- | ----------------------------------------------- | ----------------------------------------------- | ----------------------------------------------- | ----------------------------------------------- | ----------------------------------------------- | ----------------------------------------------- | ----------------------------------------------- | ----------------------------------------------- |
| Източник: Stringmeteo.com                       |                                                 |                                                 |                                                 |                                                 |                                                 |                                                 |                                                 |                                                 |                                                 |                                                 |                                                 |                                                 |                                                 |

### Почви, релеф и атмосфера
Преобладават кафявите горски почви. Качеството на атмосферния въздух е близко до естествения фон, без значително антропогенно влияние.

### Флора и фауна
Планинските масиви са покрити с вековни букови гори, като в близкото минало местата на изсечените са били залесявани с иглолистни видове (главно бял бор и обикновен смърч, заради бързото израстване), което се критикува от съвременни еколози, тъй като според тях иглолистното залесяване изсушава и изтощава почвите. Друг специфичен див вид за района около Копривщица е европейската лиственица. В планината има много места с диви ягоди, малини, черни боровинки, коприва, киселец, лапад, различни видове гъби, минзухари и др. От по-големите диви животни се срещат глиган, елен, лисици, вълк, орли и др. В околностите на града са наблюдавани и редките скален орел и черен щъркел.
Копривщица има земеделска и животновъдна традиция – въпреки статута на град, все още голяма част от населението се занимава с тези дейности. Култивират се предимно картоф, ръж, фасул, грах, джанка, тиква, тиквичка, някои видове ябълка, арония, като по-суровият климат не разрешава други култури (например домати или пшеница). За фураж се събира сено, лобода и овес. Отглеждат се традиционно овце, крави, коне, кокошки и патици. В самия град и околностите могат да бъдат видени и широк спектър от полезни билки.
Водите на река Тополница се обитават от пъстърва, мряна, клен, речен кефал и кротуша.

## Натура 2000
Територията на община Копривщица изцяло попада в две защитени зони от екологичната мрежа Натура 2000: ЗЗ BG0001389 „Средна гора“ по Директивата за местообитанията (Дир. 92/43 ЕЕС) и ЗЗ BG0002054 „Средна гора“ по Директивата за птиците (Дир. 79/409/EEC).

## Име
Според повечето изследователи името на града идва от коприва (или копривище), като Владимир Георгиев го смята за превод на по-ранно тракийско наименование (*Усдик(е), буквално „коприва“. Друга хипотеза, предлагана от Васил Миков, свързва остарялата форма на името „Копришица“ с гръцкото κοπριά („обор“, „торище“). Ст. Васев предлага етимология от „куп речици“, която е отхвърляна от по-късните автори.Освен преждеизброените догадки, краеведът Петко Будинов изказва предположение, че наименованието на града би могло да произхожда от евентуално рудокопачество в района и свързаните с него думи „копат“ и „рупци“ – Копрупци.
Предположения за други смисловоподобни на Копривщица според арх. Теофил Теофилов наименования на града са: Коприца, Коприйца и Коприщица, произхождащи от глагола (на латински: Coopertus – покривам, скривам).

## Легенди за Копривщица
Историците все още нямат единно мнение за създаването на град Копривщица.

### Предание заЖупата
Предполага се, че старите пътища, свързващи градовете Златица, Пирдоп и Клисура със Стрелча и Панагюрище, се кръстосвали на мястото на днешна Копривщица. Разположено в котловина, покрито с тучна зелена трева, напоявано от р. Тополница и нейните притоци, мястото било подходящо за почивка на кервани, пътници и търговци.
Поради благоприятните природни условия в района се заселило едно старобългарско семейство със своите стада – т. нар. „жупа“. Жупа е славянска дума и означава при южните славяни „челяд“ (деца) и едновременно земята, която владеят няколко роднински семейства. Те поставили началото на ново селище. С увеличаване на броя на хората в жупата се увеличавали къщите и се образували малки домашни общности. Почти всеки от родствениците получавал прякор – Тиханек, Козлек, Дуплек, Ломек поради специфични черти, занимания и случки, свързани с него. Оттам идвали и имената на новосъздадените махали, някои от тях останали като фамилни имена и до днес.
В подкрепа на тази теория е и фактът, че част от Ламбовската (Кокон) махала и днес се нарича Жупата. Тази част представлява малък площад, разположен в центъра на махалата. През 1901 г. на югозападния зид, заграждащ площада, е издигната чешма, наречена „Райна“ или „Райновец“. Нейни ктитори са жените от местното дружество „Благовещение“. Тази част от махалата се нарича и „Изгорът“.

### Болярката от Рила
Друга легенда разказва за млада жена, заселила се на мястото на днешна Копривщица, тъй като местността ѝ се сторила подходяща за отглеждане на добитък. Малко след пристигането си тя заминала за Одрин (днешна Турция), където измолила от султана ферман, чрез който ставала владетелка на Копривщица, а селото получавало големи привилегии. В този ферман за първи път султанът нарекъл Копривщица Авраталан – „женска поляна“, название, което след това често се използвало от турците. Преданията разказват, че турчин с подкован кон нямал право да мине през селото, а жителите му можели свободно да носят оръжие. От благодарност и почит към болярката копривщенци я нарекли Султанката, а нейните потомци дълги години се именували Султанекови.
Възможно е тези две версии за създаването на Копривщица да са свързани. В началния период след заселването на старата жупа родствените връзки били много близки. Поради тази причина копривщенци не са се женели помежду си, а си търсели жени от другаде. Възможно е някой от членовете на жупата с благороден произход и благосъстояние да е взел за жена момиче от болярски род.

### Град, създаден от бежанци
Съществуват предположения, че след падането на България под турска власт в местността се заселили бежанци – потомци на големи български родове, търговци, скотовъдци със стадата си. Сред тях били трима овчари – Ламбо, Тороман и Арнаутин („арнаути“ наричали албанците и българите от прилежащите до Албания македонски области). Те създали малки семейни общности, които с времето се разраснали и дали имената на съществуващите и до днес махали в града – Тороман махала, Ламбовска и Арнаут махала.
В средата на XVIII век жителите на Копривщица водят съдебни дела за пасища с тези на Стрелча. По това време и двете селища се числят към вакъфа на Михримах, починала щерка на султан Сюлейман I.

### Легенда за Сополивите камъни
През XVIII – XIX век, когато Копривщица е наброявала близо 12 000 жители, управлението на тогавашното село е било под формата на матриархат. Тъй като скотовъдството и занаятчийската манифактура не са били достатъчен източник за препитание, мъжете масово са ходили на гурбет. На няколко километра от селото пътят към Пазарджик и Пловдив, водещ гурбетчиите до Цариград и Близкия Изток, преди да се спусне надолу към Стрелча, лъкатуши през местност, осеяна с каменни морени. До това място семействата са изпращали бащи и братя на дългото и рисковано пътешествие. Раздялата била тежка и много сълзи години наред са се проливали там. Така каменните грамади се сдобили със своето горчиво-иронично име – Сополивите камъни.

## История на града

### Античност и Средновековие
Копривщенската област в старо време е влизала в пределите на тракийското племе койлалети, точните граници на което не са известни. Според Плиний в римско време това племе се разпадало на два дяла: велико-койлалети, които навярно живеели в подбалканиските земи на Тополка и Стряма, и  мало-койлалети в долината на Арда в Родопите. Вилхелм Томашек приема, че в римско  време са съществували две воеводства (стратегии) с името на това  племе, от които  Птолемей споменава само една, именно воеводството в Родопите. Обаче това е съмнително. За по-старата история на койлалетите няма никакви сведения; не може обаче да се има съмнение, че и това племе е било  известно.
Археологически резерват „Тракийска резиденция „Смиловене“ – построен преди повече от 2600 г. (към 2020 г.), разработен в периода 1961 – 2006 г.
Това, което я прави уникална, е фактът, че е градена с големи, идеално пасващи една с друга квадри (каменни блокове) – стил, характерен за градежите в Плиска и Преслав, за който се смята, че е внесен на Балканския полуостров от прабългарите. Интересното в случая е, че тракийска резиденция „Смиловене“ е построена по този начин преди 2600 г. от траките.До мястото може да се стигне по черен път.
В местността Сополивите камъни е регистрирано антично мегалитно светилище във връзка с теренните проучвания на територията на град Стрелча при изследването на местностите Кулата, Качулата и Скумсале.По западното било над града има частично запазен римски път в посока към село Душанци.
Поминуващото извън малките крепости, строени по времето на цар Йоанис население се е състояло вероятно от пленените останки от латински войски по време на военните кампании на царя през 1205 година и последващите действия на Борил. Оттук произхождат и някои латински наименования на географските обекти в региона.
Както навсякъде в страната, така и в копривщенско са строени твърдини за защита на населението от друговерци, нахлуващи в региона. Една такава, чиито останки се наблюдават в местността Гърми дол (Градището) е служела за охрана на пътя до вече заселеното горно поречие на Тополница. Крепостта е строена през XIII – XV век и е съществувала до края на XVI век.
Къщите на населението по горното течение, познати като Тороман махала, са били построени от дървени талпи, сглобени без употребата на метални гвоздеи с носещите греди. Строежът на приличащите по-скоро на колиби жилища и примитивното орачество довеждат до изсичането и опожаряването на гъстите гори. Така в началото на ХХ век местността около града е гола и пуста.
Обезлесяването на околностите на града довежда до основаване на обществената организация в Копривщица Дружество за залесяване през 1907 г. с цел да се разширят започнатите от Нейко Азманов залесявания около града.

### Под властта на Османската империя
Копривщица (по турски Авраталан, Женско поле) е най-главното войнишко село в Средна гора и се намира на разстояние 10 часа път от Пловдив. Легендата за рилската болярка, която измолила от султана ферман за селището, намира отражение в османското му име.
Местност край Стрелча с името Аврет Аланъ за пръв път се споменава в османски документ (вакъфски регистър) през 1525 г. По онова време мястото не било населено, но там имало обработваема земя (мезра) и две летни пасища. Името не се намира в други документи до 1614 г., когато Аврет Аланъ вече било вакъфско село със 127 християнски домакинства.
Сред големите привилегии, които селището получава, е забраната турчин да минава през него на кон, а копривщенци могат да носят цветни дрехи, високи калпаци, да яздят добри коне и да ползват добро оръжие. Тези придобивки несъмнено потвърждават войнишкия статут на селото, като копривщенските войници в редовете на турската армия достигат Пеща и Виена. Те живеят относително свободно, без да плащат големи данъци като останалото население на българските земи, и скоро броят на жителите на селището достига 10 000 души. Балабан юнак, проявил се с храброст във войните с австрийците жител на Копривщица, измолил за родния си град нов ферман, според който Копривщица е подчинена непосредствено на султана и е свободна от всякакви данъци с изключение на вноската в полза на цариградската Фетхи джамия. Пак според фермана местните началници имат право да носят особени шапки и там живее само един турски чиновник, подчинен на тамошните началници.
Богатствата на града привличали кърджалиите, които три пъти – през 1793, 1804 и 1809 година – го ограбвали, опожарявали и прогонвали жителите му, като от първото поселище е останала единствено „Павликянската къща“. При нападението от 1793 година копривщенски бежанци се разпръскват от Пловдив до Одрин и Димотика. Благодарение на родолюбието, находчивостта и трудолюбието си, копривщенци съумяват да възродят града и да съхранят магичния му чар и до днес.
Според оскъдните сведения може да се изведе заключение, че Копривщенският революционен комитет е формиран в годините между 1867 и 1871 г. В тези времена в града се събират редица борци на освободителното движение. От групи без ясна програма за действие постепенно се извършва преход към структури по модел на изграждащата се по това време Вътрешна революционна организация. Сведенията за динамичната конспиративна мрежа от времето на Левски, по малкото оцелели документи и известни фотографии на Апостола направени от ловчанлията Никола Хитров в Копривщица сочат, че преломът настъпил в края на 1870 година е дело и на пристигналият в града рилски духовник Кесарий. Този пръв комитет организира водачите на Априлското въстание, много от които са от копривщенските съратници на Апостола.
В спомените на доживелите до Освобождението революционери за начало на копривщенският комитет, които съставят протоколите на Копривщенската поборническа комисия се пише за ранно основаване на комитета през 1867 година. Това са четниците Никола Беловеждов, Петко Бояджиев, Петър Жилков и Танчо Шабанов – дейци със съществен принос в делата на комитета.
При посещението на Георги Бенковски в в Копривщица през януари 1876 г. и състоялата се среща в къщата на Патьо Млъчков при участие на Танчо Шабанов, Патьо, Найден Попстоянов, Тодор Каблешков, Нешо Попбрайков, Рашко Хаджистойчев и други поборници полагат клетва и решават да се възстанови революционната организация в селото.
| „ | Ето така, прочее, съдбоносното дѣло на Априлското възстание въ 1876, съ своитѣ пламъци до небеса, съ своитѣ ужаси и съ своята велика роля въ новата ни история, бива мигомъ и геройски прѣдрѣшено. | “ |

През Светлата неделя на 9 април 1876 г. лагера на копривщенските чорбаджии – туркофили се събира на съвет в дома на Петко Кесяков – Моллата. На това съвещание се взима решение да се направи донос, който да се занесе на мютесарифина във Филибе от Черню Илиев Керимикчийски. Куриера, за тяхно съжаление заедно с коня си пада по пътя в един дол и премазан остава да се цери. В последващите събития той отказва да довърши задачата си. Георги Тосунов, Тодор Каблешков и д-р Спас Иванов правят опит да предотвратят предателство, но въпреки това то става в Златица.
На 20 април 1876 г. избухва Априлското въстание. Бързо са сформирани две чети и са изпратени да обградят конака и заптиетата в него. Тук, на Калъчевия мост, пуква първата пушка. Групата, предвождана от Георги Тиханек, случайно среща по пътя заптието Кара Хюсеин Хайдук на Калъчевия мост и Тиханек го застрелва. Това е първият турчин, убит във въстанието. Въстанието е обявено от Тодор Каблешков, а начело застава друг копривщенец – Гавраил Хлътев, познат на поколенията като Георги Бенковски – непреклонният и пламенен водач на народния бунт, загинал геройски в Тетевенския Балкан. На 1 май башибозукът започва да се събира около Копривщица, подкрепен от редовна войска, която разполага с артилерия. Турците наброяват около 5000 души, начело е Хафъз паша. Той вече е унищожил Панагюрище и изпраща помощника си – миралай Хасан бей, да се „погрижи“ за Копривщица. Въстаниците са предадени от чорбаджиите. Те провождат за преговори с Хасан бей отец Дончо Плачков, като предават на турците дори дървените топове и плащат откуп. Въпреки това башибозукът нахлува в Копривщица и тя е подложена на разграбване, а жителите – на клане. На 3 май Хасан бей влиза в опустошеното селище и по негова заповед заловените въстаници са изпратени на съд в Пловдив. Скоро пристига Хафъз паша и подлага града на повторно разграбване.
Впоследствие, след разгромът на въстанието в околностите откриват повече от 150 трупа на жители на града, а според Джанюариъс Макгахан там и в околностите са избити над 300 души. Голям е и броят на заточените, изкланите и избесените по-късно.

### Освобождение на Копривщица от руската армия
Значителна роля в отбелязването на тези събития имат издирванията на генерал Димитър Кацаров в труда му „Преминаването на русите през Средна гора и освобождението на Копривщица“.
След първото зимно преминаване на Балкана по време на Руско-турската война (1877 – 1878) Копривщица остава на малко по-заден план. Градът е встрани от главните пътища и стратегически укрепени центрове. По тази причина освобождението му настъпва без излишен шум, кръвопролитни сражения и паметни битки. Освобождението на Копривщица е в рамките на други военни операции по време на техния трети, завършителен етап.
Настъпателните операции на армията на генерал Гурко са представяни в докладите на генерал Виктор Дандевил и полковник Дмитрий Комаровски. Военните отряди на двамата руски офицери имат за задача техните Етрополски формирования да се обединят с Троянския отряд на ген. Кацаров след преодоляването на турската съпротива при рида Козница.
След зимно преминаване на Златишкият проход, техните войски, обединени с отрядите на ген. Николай Брок на 21 декември 1877 г. освобождават с. Лъжене. Турската армия отстъпва до Козница в прохода в неголемия си лагер, въоръжен с артилерия. Особени усилия се полагат, за да се прекрати настъплението на руснаците към Клисура. Поради опасения, че с настъпление към Карлово останалите турски войски в Копривщица могат да се върнат, в гр. Златица на 29 декември е дадена заповед за атака рида. Притиснатите от изток от войските на ген. Кацаров и от запад от колоните на полковник Комаровски турските табори вече са избягали към Копривщица за да се присъединят към други техни части в гр. Стрелча.
На 29 декември 1877 г., около средата на деня групите на полковник Болеслав Кобордо заемат Копривщица. Така казашките части осигуряват десния фланг на руската армия за атака на турците при Клисура.
Копривщенката Койка Доганова в своите спомени описва възторга на изтерзаната от вековете робия столица на българското възраждане. Недко Каблешков също пише за пристигането на смятаните погрешно за черкези, казаци. Заловените турци са запряни в бившия конак. За осигуряването на бъднините на селището, след църковна служба руснаците свикват гражданството за избиране на общинско управление. За първи кмет на града е избран уважаваният от всички възрожденски учител Христо Попмарков. Така, с тези паметни събития се поставя началото на най-новата история на град Копривщица.
При преследването на турските части, в местността Джафарица на 29 декември 1877 г, загива казакът унтер-офицер Аврелиян от първа конна бригада на II гвардейска дивизия.На лобното място на руският войник през 1939 година е съграден паметник от признателното гражданство. От тогава там редовно се провеждат възпоменателни тържества. С подходяща церемония в началото на 1878 г., тленните останки на воина са положени в Храм Свети Николай.

### Българско възраждане
- Основаване на катедрален храм „Успенѝе Пресветѝя Богоро̀дицы“ (1817 г.)
- Основаване на училище „Св. св. Кирил и Методий“ (1837 г.)
- Основаване на „Храмъ Стителѧ Оца̀ Nа̀шегω Nikола̀ѧ“ (1839 г.) (Храм на светителя отца нашего Николая)
- Основаване на Народно читалище (1869 г.) с автор на читалищния устав даскал Найден Попстоянов.
- 20 април 1876 г. – на тази дата (по стар стил) в Копривщица е обявено Априлското въстание.
- Георги Тиханек на Калъчевия мост произвежда първия изстрел на въстанието.
- Тодор Каблешков написва прочутото Кърваво писмо.
- Найден Геров, „Речник на блъгарский язик с тлъкувание речити на блъгарски и руски“ (1895 – 1904).
- Архимандрит Евтимий, съставител. „Юбилеен сборник по миналото на Копривщица“ (1926 г.), Копривщенско благотворително дружество „20 април 1876 г.“

### След Освобождението
- Първият музей в Копривщица е уреден като „Общ копривщенски“ музей през 1930 г. в читалището. Това е обща музейна сбирка с различни отдели: история, етнография, революционно движение, видни копривщенци и т.н. През 1935 г. музеят, значително обогатен вече, е разположен на първия етаж в Каблешковата къща, назначен е и първият „щатен“ музеен работник.
- В града и района е действала Копривщенската анархо-комунистическа чета,[32] организирала атентата в Арабаконак, както и партизанска бригада „Георги Бенковски“.
- Разрухата на града е спряна с обявяването на Копривщица за град музей през 1952 г. През 1971 г. той получава статут на архитектурен и исторически резерват, а през 1978 г. – и на национален архитектурен резерват с международно значение и селище за международен туризъм. Съществен принос за това дело имат първият братовчед на Димчо Дебелянов – арх. Вельо Дебелянов и Петко Теофилов.[33][34]
- През 1956 г. в Копривщица се създава Дирекция на музеите с цел запазване, съхраняване и популяризиране на културно-историческото наследство на града.[35]
- През 70-те години на XX век е предприета значителна по мащаб реставрация и консервация на музеи, паметници на културата, както и на улиците в града, който е обявен за национален исторически резерват. Решението за това е взето на 29 юни 1971 г. от Второто правителство на Тодор Живков. За десет години държавата инвестира 28 млн. лева в построяването на 400 нови къщи и 100 нови обекта. Най-значимият паметник, построен вследствие на това решение е този на Георги Бенковски.[36]

## Население
Според преброяването през 2001 г. 99,3% са се определили като българи.
Населението изповядва предимно православно християнство. Към края на 2009 г. в община Копривщица живеят 2538 души. Етническият състав включва 2283 българи и 44 цигани.
Численост на населението според преброяванията през годините:
| \| Година на преброяване \| Численост \| \| --------------------- \| --------- \| \| 1884 \| 4811 \| \| 1892 \| 4342 \| \| 1900 \| 3889 \| \| 1905 \| 3679 \| \| 1910 \| 3193 \| \| 1920 \| 2653 \| \| 1934 \| 2326 \| \| 1946 \| 2475 \| \| 1956 \| 3154 \| \| 1965 \| 3211 \| \| 1975 \| 3316 \| \| 1985 \| 3255 \| \| 1992 \| 3132 \| \| 2001 \| 2669 \| \| 2011 \| 2410 \| \| 2021 \| 2071 \| |           |
| Година на преброяване | Численост |
| 1884 | 4811      |
| 1892 | 4342      |
| 1900 | 3889      |
| 1905 | 3679      |
| 1910 | 3193      |
| 1920 | 2653      |
| 1934 | 2326      |
| 1946 | 2475      |
| 1956 | 3154      |
| 1965 | 3211      |
| 1975 | 3316      |
| 1985 | 3255      |
| 1992 | 3132      |
| 2001 | 2669      |
| 2011 | 2410      |
| 2021 | 2071      |

Източник за първите шест позиции:

## Политика

### Кмет
- Кмет на Копривщица от 2014 е Генчо Дойчев Герданов (ПП ГЕРБ), преизбран на редовните местни избори през 2015 г.
- На изборите през 2019 за кмет е избрана Бойка Рашкова Дюлгярова (ПП ГЕРБ).
- На изборите през 2023 за кмет е избрана Мария Христова Тороманова (БСП за България).

### Общински съвет
Понастоящем председател на Общински съвет – Копривщица е д-р Рашко Христов, кметувал в периода 1995 – 1999 г.

## Административно деление
- Махала „Бяло камъне“
- Арнаут махала
- Тороман махала
- Средна махала
- Ламбовска махала

## Икономика и инфраструктура
На 2 юни 2017 г. в Софийска градска художествена галерия в столицата Кметът на община Копривщица, подписва Национална харта на градовете с исторически зони в България за учредяване на „Национална асоциация за развитие на историческите зони в България“. Пръв подпис на Хартата полага Министърът на културата, като документът е подписан и от кметовете на градовете – учредители: София, Пловдив, Варна, Бургас, Русе, Велико Търново, Габрово, Несебър и Копривщица. Предвидена е възможност за присъединяване в бъдеще и на други градове, приемащи нейните принципи и отговарящи на условията за членство в устава.
Водопреносната и канализационната мрежи на града се намират в окаяно състояние. Постоянните ремонти увреждат калдаръмената настилка на копривщенските улици, загрозяват и правят трудно придвижването по тях. При дъждове водата се връща обратно и наводнява с нечистотии къщите, разположени в ниските части на града. Водопреносната мрежа, строена през 70-те години на XX век с вредни за здравето етернитови тръби е тотално амортизирала.
По този повод е организиран протест от гражданите с участие и на кмета на града. Това събитие е на 2 октомври 2021 г. с кратко блокиране на пътя София – Бургас с искане за ремонт на ВиК мрежите. В сградата на община Копривщица по настояване на инициативен комитет на 24 март 2025 г. се провежда среща-разговор с кмета на общината относно проточилия се ремонт на ВиК инфраструктурата на  бул. „Хаджи Ненчо Палавеев“. Дейностите по подмяна на водопровод и канализация и възстановяването на пътната настилка по централната пътна артерия на Копривщица започват още в края на 2022 г. Това трябва да стане най-късно до средата на 2023 г. Разпоредена е проверка и е установено, че фирмата изпълнител ще дължи неустойки за не спазените срокове по проекта към 2025 г.

## Образование
През 1822 година в Копривщица е отворено първото обществено, народно училище. През 1846 година Найден Геров открива в града първото в България класно училище. При тази нова класно-урочна форма на обучение се изучават светски дисциплини – всеобща българска история, българска граматика, аритметика, антропология и т.н. В периода 1909 до 1918 г. се нарича Непълна смесена гимназия „Любен Каравелов“, от 1918 до 1925 г. – Пълна смесена гимназия „Любен Каравелов“.
Целодневната детска градина с общинско финансиране, носи името на учителката Евлампия Векилова, ушила знамето на копривщенските въстаници от Априлското въстание. Детското заведение има история от 1956 година насам и е едно от водещите учебни заведения в областта. Постиженията и престижът на детската градина са резултат от съхранените традиции и новите търсения на педагогическия екип. Работи в приспособени за целта сгради до откриването на модерната постройка на 18 октомври 1995 година.

## Култура и забележителности
Тук, в града се намират множество пред-възрожденски и построени по времето на Възраждането къщи, от които двадесет в категория с „Национално значение“. Други категории в тази област са „Народна старина“, „Паметник на културата с местно ансамблово значение“ и „За сведение“. Копривщица е сред Стоте национални туристически обекта на Български туристически съюз. В града функционира Архитектурно-исторически резерват без почивен ден със зимно работно време от 10 до 17 ч. и лятно работно време от 9:30 до 17:30 ч. Печат на БТС има в купчийницата, туристическия информационен център, както и в туристическата спалня „Войводенец“.
- Всички селищни и надгробни могили и средновековни отбранителни валове са обявени за паметници на културата в категория „С Национално значение“. Разпореждане на МС № 1711 от 22 ноември 1962 г.[47]В землището на Копривщица такива обекти има в местностите „Смиловене“, „Сополивите камъни“ и „Гръми дол“.
- Копривщица е удобен изходен пункт за хижите „Павел Делирадев“, „Кръстьо Чолаков“ и „Артьовица“ в западната част на Панагюрска Средна гора, за х. „Богдан“,[48] „Барикадите“,[49] „Чивира“[50] и ТВК „Бунтовна“ в източната част на планината[51]
- През 1961 (наричана „калето“)[52] – 2006 г.[53] е открита тракийска резиденция „Смиловене“.
- Дарителска кампания на БТС за възстановяване на хижа „Богдан“.

В Копривщица може да се разгледа характерната възрожденска архитектура на някои от най-запазените и пищно украсени домове от епохата. Къщите, които не са музеи могат да бъдат разгледани от улицата, с изключение на Павликянската къща, поради това, че е разположена навътре в двора на къщата на Недко Каблешков.
- Арнаут махала с Хаджи-Нейков мост
- Желязко Петков. Овчарска чаша от Копривщица
- Желязко Петков. Макет на Копривщенска къща
- Къщата на Ненчо Ослеков

### Чешми
В града, освен старите къщи и недокоснатата от човека природа, туристите могат да разгледат и над четиридесет чешми, строени през различни периоди от историята на Копривщица. Макар че не всички са напълно запазени, има много съхранени каменни фасади с характерната за тях символика. Едни от най-известните чешми са: Керековата – 1751 г., Мирчовата – 1857 г., Моравеновата – 1843 г., Арнаутец и Бенева – 1850 г. Това са само няколко от най-ярките примери за българската и християнска култура.

### Природни забележителности
- Връх Голям Богдан – най-високият връх в Средна гора (1604 m)
- Връх Свети Илия – място за поклонение (1377 m)
- Сополивите камъни – защитени морени
- Поддържан резерват „Богдан“
- Защитена местност „Въртопа“
- Защитена местност „Върлишница“
- Връх Барикади – каменната колиба в местността Кръста, исторически резерват
- В околностите на града е „Донкина“ гора (16 ha), обявена за защитена територия – местообитание на царския орел.
- Природен феномен „Кривата бука“ – защитено дърво

### Редовни събития
- 1 януари – Надпяване на пръстените на площад „20-ти Април“
- 6 януари – Йорданов ден, литийно шествие с освещаване водите на река Тополница и „спасяване“ на кръста в нея
- Февруари – Ежегодно честване на Любен и Петко Каравелови в местността Каравелова поляна
- Февруари – март – Тодоровден, конни състезания на стадион „Георги Бенковски“
- Февруари – март – Сирни заговезни, празнични огньове по махали
- 1 март – Ден на самодейността с концерт в читалище „Хаджи Ненчо Палавеев“
- 3 март – Възстановка с елементи от посрещането на руските освободителни войски, в изпълнение на клуб „Традиция“.[54]
- Април – Лазаровден на площад „20-ти Април“
- 1 и 2 май – Честване на Априлското въстание (за първи път през 1926 г.), празник на Копривщица[55][56]
- 24 май – Тържества по случай Деня на славянската писменост и култура (за първи път през 1860 г.)[57]
- 15 – 17 юли – Международен преглед на духовите оркестри.[58]
- Юли – август – Master of art, фестивал за поезия, музика и кино, от 2021 г.
- Август – Национален събор на българското народно творчество (на всеки 5 години от 1965 г. насам)
- 15 август – Храмов празник на катедрален храм „Св. Богородица“, курбан за здраве
- Август – Дни, посветени на Димчо Дебелянов с връчване на Националната литературна награда „Димчо Дебелянов“.
- Август – Лятна академия за брас ансамбли с гала концерт на сцената в двора на Живия музей.
- Август – Летни фолклорни празници „С Копривщица в сърцето“, Мегданско хоро и „Каравелова седянка“ – ежегодни изяви с номинация на лице на Копривщица за млад и талантлив изпълнител[59]
- Септември – Турнир по класическа борба за кадети „Георги Райков“[60]
- 22 септември – Обявяване на независимостта на България, парад на униформите „България през вековете“[61]
- Октомври – Празник на копришкия бръбой[62]
- 1 ноември – Ден на народните будители, тържествен концерт в читалище „Хаджи Ненчо Палавеев“
- 6 декември – Храмов празник на храм „Свети Николай“, курбан за здраве
- 31 декември – Посрещане на Нова година, празничен огън на площад „20-ти Април“

## Личности
| „ | Боже мой, селце като кутийка, гдето се ражда само ръж, гдето зимата е девет месеца, гдето най-работните пътища са широки таман две педи, гдето знатните гости се считат за хаджии, гдето не е стъпвал кракът ни на Бланки, ни на Ами Буе, ни на Киприян Роберта, ни на Луи Леже и пр., пр. – и такава паплач от деятели и родолюбци! Необяснимо! Захарий Стоянов | “ |

## Спорт
Град Копривщица разполага с аквапарк – атракцион за плуване и развлечения, изграден от неръждаема стомана, отопляван от слънчеви колектори и захранван с вода от водопроводната мрежа на града. Аквапаркът се състои от:
- Плувен басейн с размери: дължина 25 m, ширина 6 m и дълбочина 1,20 m – 1,80 m с допълнителни екстри;
- Два детски басейна с пързалка и воден таралеж;
- Атракционен тракт: дължина 14,5 m, ширина 6 m и дълбочина 1,20 m – 1,35 m;
- Душове и съблекални със затревено пространство;
- Обслужваща сграда;
- Паркинг за 56 автомобила, 76 велосипеда и 43 мотопеда;

Като основно място за спорт и отдих в община Копривщица е обособен крайречен парк „Тополница“, който представлява комплекс от алеи, беседки, пейки, цветни градини, детски площадки, развлекателни и спортни съоръжения. Мястото е подходящо за разходка и отмора на жителите и гостите на града. 

## Спортисти от Копривщица
- Филип Андреев Кривиралчев (18 април 1932 – 18 януари 2019) – треньор на националния отбор по борба класически стил, „Герой на социалистическия труд“, „Народен орден на труда“ – златен, носител на орден „Георги Димитров“, заслужил треньор и заслужил майстор на спорта.
- Бобе Рашков Доросиев (18 февруари 1942 – ) – треньор на националния отбор по борба класически стил, заслужил треньор и заслужил майстор на спорта.
- Любомир Тодоров Цеков (5 август 1957 – ) – световен вицешампион по борба класически стил, роден в Пирдоп и жител на града.

## Български игрални филми, снимани в града
- „Грамада“ е български игрален филм (късометражен) от 1935 година, по сценарий и режисура на Александър Вазов. Оператор е Стефан Мишкович. Създаден е по поемата „Грамада“ от Иван Вазов, която от своя страна е вдъхновена от обичая грамада. Музиката във филма е композирана от Венедикт Бобчевски. В ролите: Стефан Савов – Камен, Невена Милошева – Цена, Константин Кисимов – Цеко.
- „Калин Орелът“ е български игрален филм (драма) от 1950 година на режисьора Борис Борозанов, по сценарий на Орлин Василев. Оператор е Васил Холиолчев. Създаден е по едноименната пиеса на Никола Икономов. Музиката във филма е композирана от Парашкев Хаджиев. Ролите се изпълняват от: Калин – Иван Димов, Анри дьо Монталамбер	 – Борис Ганчев, Елизабет – Мария Ясникова, Едит – Петрана Ламбринова, Едмонд Барон де Тиер – Ганчо Димитров, Жан – Стефан Петров, Дядо Стоян – Константин Кисимов и чорбаджи Черньо – Стефан Савов.
- „Под игото“ – историческа драма от 1952 година на режисьора Дако Даковски, по сценарий на Георги Кранзов и Павел Спасов. Оператор е Бончо Карастоянов. Създаден е по романа „Под игото“ на Иван Вазов. Музиката във филма е композирана от Филип Кутев. В ролите: Мирослав Миндов – Бойчо Огнянов, Лили Попиванова – Рада Госпожина, Петко Карлуковски – Боримечката, Васил Кирков – Доктор Соколов, Петър Димитров – Чорбаджи Йорда, Ганчо Ганчев – Киряк Стефчов, Стефан Пейчев – Тосун бей.
- „Хитър Петър“ – игрален филм (комедия) от 1960 година на режисьора Стефан Сърчаджиев, по сценарий на Петър Незнакомов. Оператор е Бончо Карастоянов. Музиката във филма е композирана от Филип Кутев. В ролите: Рачко Ябанджиев – Хитър Петър, Лео Конфорти – Настрадин ходжа, Константин Кисимов – Хаджи Костаки, Димитър Стратев – Чорбаджи Стамо, Георги Попов – Игуменът Калистрат, Анастасия Бакърджиева – Калинка, Идеал Петров – Хасан паша.
- „Свирачът“ – игрален филм (семеен, мюзикъл, копродукция България – САЩ) от 1967 година, по сценарий и режисура на Менде Браун. Оператор е Димо Коларов.
- „Шибил“ – драма от 1968 година на режисьора Захари Жандов, по сценарий на Магда Петканова, Захари Жандов и Генчо Стоев – диалози. Оператор е Ивайло Тренчев. Създаден е по разказа „Шибил“ на Йордан Йовков. Музиката във филма е композирана от Васил Казанджиев. В ролите: Петър Слабаков – Шибил, Доротея Тончева – Рада, Стойчо Мазгалов – Велико кехая, Елена Хранова – Майката на Велико, Стефан Пейчев – Мурад бей.
- „Демонът на империята“ – сериен филм (приключенски, историческа драма) от 1971 година на режисьора Вили Цанков, по сценарий на Стефан Дичев. Оператор е Борислав Пунчев. Музиката във филма е композирана от Георги Тутев. В ролите: Илия Добрев – Васил Левски, Георги Калоянчев – Ибрахим ага, Коста Цонев – Отец Матей Преображенски, Георги Черкелов – Мидхат паша.
- „Записки по българските въстания“ – драма (исторически) от 1976 година, по сценарий и режисура на Георги Бранев и Веселин Бранев. Оператори са Атанас Тасев и Стоян Злъчкин. Създаден е по книгата Записки по българските въстания на Захарий Стоянов. Музиката във филма е композирана от Красимир Кюркчийски. В ролите: Радко Дишлиев – Георги Бенковски, Антоний Генов – Панайот Волов, Стоян Стоев – Захари Стоянов, Кирил Петров – младият Захари Стоянов, Александър Александров – Никола Обретенов, Илия Караиванов – Георги Икономов, Георги Мамалев – Стефан Стамболов, Илия Добрев – Павел Бобеков, Стефан Стефанов – Тодор Каблешков.
- „Капитан Петко войвода“ – 12-сериен телевизионен игрален филм (биографична историческа драма) (11 и 12 серия) от 1981 година. Режисьор на продукцията е Неделчо Чернев, по сценарий на Николай Хайтов. Оператор е Димо Коларов. Музиката във филма е композирана от Атанас Бояджиев и Петър Ступел. В ролите: Васил Михайлов – Петко Киряков, Пламен Дончев – Малък Петко, Петър Чернев – Спас Турчев и Наум Шопов – Халид паша
- „Тя и той“ – сериал (комедия, ситком) (една от сериите) от 2002 г. на режисьора Станислав Тодоров-Роги, по сценарий на Гай Льопаж и Силви Леонар. Оператор е Красимир Андонов. В ролите Юлиан Вергов и Стефания Колева. Музиката във филма е композирана от Гаетан Есиамбре.
- „Дякон Левски“ – историческа драма от 2015. Режисьор Максим Генчев. В ролите: Веселин Плачков – Левски и Деляна Христова – монахинята Ана.

## Черен хумор от града
- Копривщица е като бръбоя, който единствен вирее тук. Всичко ценно ѝ е под земята.
- Тук лятото е три дена. Ако се напиеш, може да го изтървеш.

## Благи мисли за Копривщица
- „За хората на науката: археолози, етнографи, естественици, историци и др. Има много нещо, което стои неизучено и неразкрито.

За хората на изкуството: писатели, художници и музиканти има хиляди сюжети за разработване. Много случки и събития от близкото и далечно минало на града, чакат своя майстор да ги превърне в романи и повести, безброй рядки картини в града и околностите очакват окото на художниците, стотици стари български песни стоят на устата на старите Копривщенци и Копривщенки и чакат майстор да ги запише, че времето не пита, а отнася песнопойците заедно с песните.
За хората на стопанските науки и индустрия чакат: вековните букови гори със своя излишен хилядитонен материал, обширните пасища с най-благородната и изобилна трева, млякото, от която дава най-прочутия копривщенски кашкавал и сирене. Най-малко 60% от тревата на тези пасища е съставена от ароматични растения и билки, а високото планинско слънце витаминизира всичко, затова месото и млякото на нашенския добитък са вкусни и от високо качество.
Множество надземни и подземни богатства, които стоят неизползвани – златоносни пясъци и валежи на „Златенско“ и в долината на Тополница, твърдият сиенит на „Джофарица“ и другаде, удобен за павета и цокли, белия кварц за глеч и порцелан и хумата за грънчари и керамици, отличната глина за керемиди и тухли и още други минерали и метали очакват предприемчива ръка, за да се спечели от тях злато.
За хората на спорта чакат: рибите в повечето реки – рибарите и изобилния дивеч от зайци, сърни, елен и глигани, лисици, диви кокошки и др. – ловците.“
- Има легенди говорещи, че народният трибун Петко Славейков се е интересувал от митове и реални свидетелства за видени самодиви в района на града. И дори веднъж лично отишъл на място да ги провери.[65]